# France Tomažič
France Tomažič, slovenski arhitekt in urbanist, * 4. november 1899, Ljubljana, † 18. september 1968, Ljubljana.

## Življenje in delo
Oče mu je bil delavec v tovarni tobaka Martin, mati mu je bila Apolonija (rojena Suhadolc). Tomažič je v rojstnem mestu obiskoval osnovno šolo in 1912–1920 klasično gimnazijo, se 1920 vpisal na Tehniško fakulteto (smer arhitektura), bil študent 1. generacije na novoustanovljeni ljubljanski univerzi pri J. Plečniku in 1924 diplomiral ter ostal pri njem asistent do 1930, ko se je osamosvojil. Leta 1932 je opravil strokovni izpit za pooblaščenega inženirja arhitekture in odprl lastni atelje v Ljubljani. Tomažič je bil zelo navezan na Plečnikov, v izročilo vpet arhitekturni nazor, vendar je že s prvimi samostojnimi deli pokazal popoln preobrat in poznavanje sodobnih problemov načrtovanja. S sodobno zasnovano stanovanjsko kolonijo v Dermotovi ulici (1931) v Ljubljani se je jasno opredelil za moderno arhitekturo, čeprav oblikovanje še odseva Plečnikov vpliv. Za zgled modernističnega arhitekturnega načrtovanja veljajo njegove vile Grivec (1934), Kopač (1936) in Oblak (1937).
Tomažič je teoretično raziskoval sodobno stanovanjsko gradnjo in urbanistična vprašanja, kar je uporabil pri natečaju za regulacijo Ljubljane (1941) in z njim pokazal tehtno znanje in nakazal še danes aktualne urbanistične poglede. Po osvoboditvi se je kot upravnik tehničnih baz pri Ministrstvu za gradnje LRS lotil obnovitvenih nalog. V letih 1946−1966 je bil vodja biroja v Slovenija projektu.